# Caiguda mortal
Caiguda mortal (títol original: Deadfall) és un drama estatunidenc dirigit per Christopher Coppola, estrenada el 1993. Ha estat doblat al català.

## Argument
Després de l'accident del seu pare, Joe intentarà realitzar el seu últim desig recuperant el que el germà bessó del seu pare li havia robat fa anys.
Un descapotable llisca pels foscos carrers de Newark. Els seus ocupants, dos homes i una dona, entabanadors professionals a la recerca de diners fàcils mitjançant el tràfic de drogues, es dirigeixen a un magatzem perdut en el qual els espera un home per vendre'ls cocaïna per valor de 50.000 dòlars. Es respira perill. Joe dispara el venedor. En aquell instant, sospitosament apareix la policia i cus a trets Joe. Frank fuig terroritzat. El que semblava un malson, en realitat, era una mala jugada per arrabassar-li a Frank els 50.000 dòlars.

## Repartiment
- Michael Biehn: Joe Dolan
- Sarah Trigger: Diane
- Nicolas Cage: Eddie
- James Coburn: Mike/Lou
- Peter Fonda: Pete
- Charlie Sheen: Morgan "Fats" Gripp
- Talia Shire: Sam
- J. Kenneth Campbell: Huey
- Michael Constantine: Frank
- Marc Coppola: Bob
- Micky Dolenz: Bart
- Brian Donovan: Mitch
- Ted Fox: Zane
- Clarence M. Landry: Larry
- Gigi Rice: Blanche